# 秦金 (弘治進士)
秦金（1467年—1544年），字國聲，號鳳山，直隸常州府無錫縣（今江蘇省無錫市）人，明朝政治人物，弘治癸丑進士，官至工部尚書、戶部尚書。

## 生平
成化二十二年（1486年）丙午科應天府乡试第六十二名举人，弘治六年（1493年）登癸丑科会试第一百四十四名，二甲三十二名進士，授戶部福建司主事，歷任戶部员外郎、郎中，丁父忧归，起复原职。正德初年（1506年）升河南提學副使，改河南右參政，鎮守開封，并在陳橋攻破趙鐩。歷任山東布政使，正德九年（1515年）升爲右副都御史，巡撫湖廣，平定賀璋、羅大洪、龔福全叛亂，因功增俸一級，入為戶部右侍郎。
明世宗即位，改為吏部侍郎，因言官論爭，復為戶部右侍郎，改左侍郎，署戶部事。嘉靖二年（1523年）升爲南京禮部尚書，上疏體恤百姓等建議，得到批准。不久改為南京兵部尚書。孫交去職後，召為戶部尚書。大禮議事件中，反對世宗立生父為皇考。嘉靖六年（1527年）致仕，五年後，因舉薦起用為南京戶部尚書。召為工部尚書，加太子少保、太子太保，改任南京兵部尚書，致仕歸。嘉靖二十三年（1544年）卒，贈少保，諡端敏。

## 家族
曾祖秦物初。祖父秦景薰。父秦霖。前母余氏，母王氏。严侍下。弟秦銘。
长子秦泮，號小山，嘉靖十一年卒，贈都察院都事。次子秦汴，號次山，官姚安知府。孫秦柄、秦楷、秦柱。曾孫秦延烝，萬曆癸丑進士。

## 延伸阅读
[在维基数据编辑]
 《國朝獻徵錄·卷之四十二》，出自焦竑《國朝獻徵錄》
 《明史卷一百九十四》，出自《明史》

| 官衔        | 官衔                       | 官衔          |
| ----------- | -------------------------- | ------------- |
| 前任： 孫交 | 明朝戶部尚書 1523年-1527年 | 繼任： 鄒文盛 |
| 前任： 聶賢 | 明朝工部尚書 1532年-1535年 | 繼任： 林庭㭿 |